# Iberodorcadion seoanei
|                       |                       |
| Abb. 1: Vorderansicht | Abb. 2: Seitenansicht |

Iberodorcadion seoanei ist ein Käfer aus der Familie der Bockkäfer und der Unterfamilie Lamiinae. Die Abgrenzung der Arten der Gattung Iberodorcadion ist problematisch, Untergattungen wurden aufgestellt und verworfen. Auch die Artenlisten differieren beträchtlich, die Anzahl liegt bei etwa 50 Arten. Die Art Iberodorcadion seoanei umfasst laut Fauna Europaea drei Unterarten.

## Bemerkungen zum Namen
Die Art wurde erstmals 1858 von  Graëlls unter dem Namen Dorcadion Seoanei  beschrieben. Graëlls schließt den lateinischen Teil seiner Beschreibung mit der Angabe des Fundorts und den Worten: wo ihn Seoane entdeckt hat und uns mitgeteilt hat, dass er im Monat Juni gefunden wird. Graells nennt das Tier demnach nach Seoane (lat. Dorcadion Seoanei = Dorcadion des Seoane). Er vermutet, dass die Art identisch mit der Art Dorcadion sulcatum von Dejean ist. Da er Dorcadion sulcatum aus den Sammlungen von Dejean jedoch nicht kennt und die Beschreibung unzureichend genau ist, beschreibt er den von Seoane gefundenen Käfer.
Die Gattung Dorcadion (von altgr. δορκάδιον „dorkádion“ für „kleine Gazelle“) wird von Breuning 1943 nach dem Bau der männlichen Geschlechtsorgane in fünf Gattungen zerlegt. Zur zukünftigen Gattung Iberodorcadion bemerkt Breuning bereits 1942: Hierher gehören fulginator L., molitor F. atlantis Bed., sowie alle Arten der Iberischen Halbinsel. Sie bilden eine natürliche, durch ihre geographische Verteilung gut abgegrenzte Gruppe. Dadurch erklärt sich der Name Iberodorcadion, auch wenn nicht alle zugehörigen Arten auf die Iberische Halbinsel beschränkt sind, sondern teilweise auch in Frankreich und Marokko vorkommen. Iberodorcadion wird nicht von allen Autoren als Gattung eingestuft, sondern teilweise als Untergattung.

## Beschreibung des Käfers
Der Käfer zeigt die typische Form eines Erdbocks. Er ist fast überall schwarz. Die Oberfläche ist grob strukturiert. Das Weibchen ist breiter und robuster gebaut als das Männchen. Es wird durchschnittlich fünfzehn Millimeter lang und sechs Millimeter breit, das Männchen nur zwölf Millimeter bei einer Breite von sechs Millimetern.
Der Kopf ist sehr grob punktiert. Die Stirn fällt senkrecht ab. Sie trägt eine undeutliche Längsfurche und auf dem Grund dieser Furche eine sehr feine aber deutliche Rille, die sich auf dem Kopf bis zum Halsschild fortsetzt. Die Basis der Oberkiefer und die Oberlippe sind mit Börstchen besetzt, diese sind am Vorderrand der Oberlippe etwas länger und rötlich schwarz, sonst schwarz. Die Taster sind bis auf einige längere Börstchen an den Gelenken kahl. Die Augen sind rötlich dunkel. Sie sind vorn stark durch die Einlenkung der Fühler ausgerandet. Die elfgliedrigen stabilen Fühler sind sehr kurz samtig behaart, an den Basisgliedern schwarz, gegen Ende dunkel rötlich.
Der Halsschild ist ebenfalls sehr grob, unregelmäßig und teilweise verrunzelt punktiert. Etwa in der Mitte der Seiten des Halsschilds trägt dieser einen spitzen Höcker. Dort ist er breiter als lang.
Die Flügeldecken sind grob gekörnt, die Körner sind groß, länglich und  flach. Sie sind nach verschiedenen Richtungen ausgerichtet und überkreuzen sich. Dadurch entsteht ein unregelmäßiges Netzmuster. Parallel zur Naht verlaufen auf jeder Flügeldecke drei breit erhabene Rippen, die vor allem nahe der Basis markant ausgebildet sind und gegen Ende der Flügeldecken verschwinden. Die Zwischenräume haben die Form breiter Furchen. Sie sind mehr oder minder dicht mit sehr kurzen, rauen, aschgrauen Börstchen besetzt. Dadurch bilden die Zwischenräume auf jeder Flügeldecke vier graue Streifen unterbrochen von den drei schwarzen Streifen der Rippen. Diese farbliche Streifung gilt nur bedingt, da die Variationsbreite groß und die Behaarung bei den verschiedenen Unterarten nicht einheitlich ist. Häutige Flügel fehlen.
Das dreieckige Schildchen ist breiter als lang.
Die Unterseite und die Beine sind gleichmäßig flach punktiert. Sie sind fast glänzend und spärlich sehr kurz rötlich schwarz behaart, nur die Schienen sind in der Nähe des Zahnes auf der Außenseite etwas stärker behaart. Die Tarsen sind alle fünfgliedrig mit sehr kleinem vierten Glied (pseudotetramer). Auf der Innenseite der Vorderschiene befindet sich die für die Unterfamilie Lamiinae typische Furche. Die Krallen und die Behaarung der Tarsen sind rötlich schwarz.
Die drei Unterarten unterscheiden sich wie folgt. Bei der Nominatform C.seoanei seoanei ist die Flügeldeckennaht kaum erhöht, die Rippen mäßig erhöht und die Intervalle auf den Flügeldecken kaum behaart, sie erscheinen glänzend schwarz. Auch bei der Unterart C. seoanei laurae sind die Rippen nur mäßig erhöht, der ganze Körper jedoch golden tomentiert und matt. Durchschnittlich ist diese Unterart etwas größer als die beiden anderen. Bei der Unterart C. seoanei kricheldorffi sind die Rippen und die Flügeldeckennaht stark erhöht.

## Biologie
Der Käfer erscheinen bald nach der Schneeschmelze.

## Verbreitung
Die Art ist fast ausschließlich in der Bergregion des zu Galizien gehörigen Teils des Kantabrischen Gebirges zu finden.